# Xatrac
|  | Aquest article tracta sobre el gènere Sterna. Vegeu-ne altres significats a «Gygis». |

Els xatracs (Sterna) formen un gènere d'ocells caradriformes. Antigament agrupava la majoria d'estèrnids "blancs" indiscriminadament, però comparacions de seqüències de mtDNA han revelat recentment que aquesta classificació seria parafilètica (Bridge et al., 2005). Actualment queda restringit als típics estèrnids grans blancs que viuen gairebé arreu del món en zones costaneres. També es coneixen amb el nom de xatracs la resta d'espècies de la família dels estèrnids, a excepció dels fumarells del gènere Chlidonias.

## Classificació
- Gènere Sterna - estèrnids blancs típics
  - Xatrac de Forster (Sterna forsteri).
  - Xatrac de Trudeau (Sterna trudeaui).
  - Xatrac comú (Sterna hirundo).
  - Xatrac rosat (Sterna dougallii).
  - Xatrac frontblanc (Sterna striata).
  - Xatrac de Sumatra (Sterna sumatrana).
  - Xatrac sud-americà (Sterna hirundinacea).
  - Xatrac antàrtic (Sterna vittata).
  - Xatrac de les Kerguelen (Sterna virgata).
  - Xatrac àrtic (Sterna paradisaea).
  - Xatrac fluvial (Sterna aurantia).
  - Xatrac ventrenegre (Sterna acuticauda).
  - Xatrac galtablanc (Sterna repressa).